# 1930 у кіно

## Фільми

### Світове кіно
- Ангели пекла /  США
- Блакитний ангел /  Веймарська республіка, реж. Д. фон Штернберг
- Вбивство! /  Велика Британія, реж. Альфред Гічкок
- Вгору по річці /  США, реж. Джон Форд
- Вірна флоту /  США
- Її шлюбна ніч /  США
- Любов серед мільйонерів /  США
- Марокко / США, реж. Д. фон Штернберг

### УРСР
- Земля, реж. Олександр Довженко
- Хліб, реж. Микола Шпиковський

## Персоналії

### Народилися

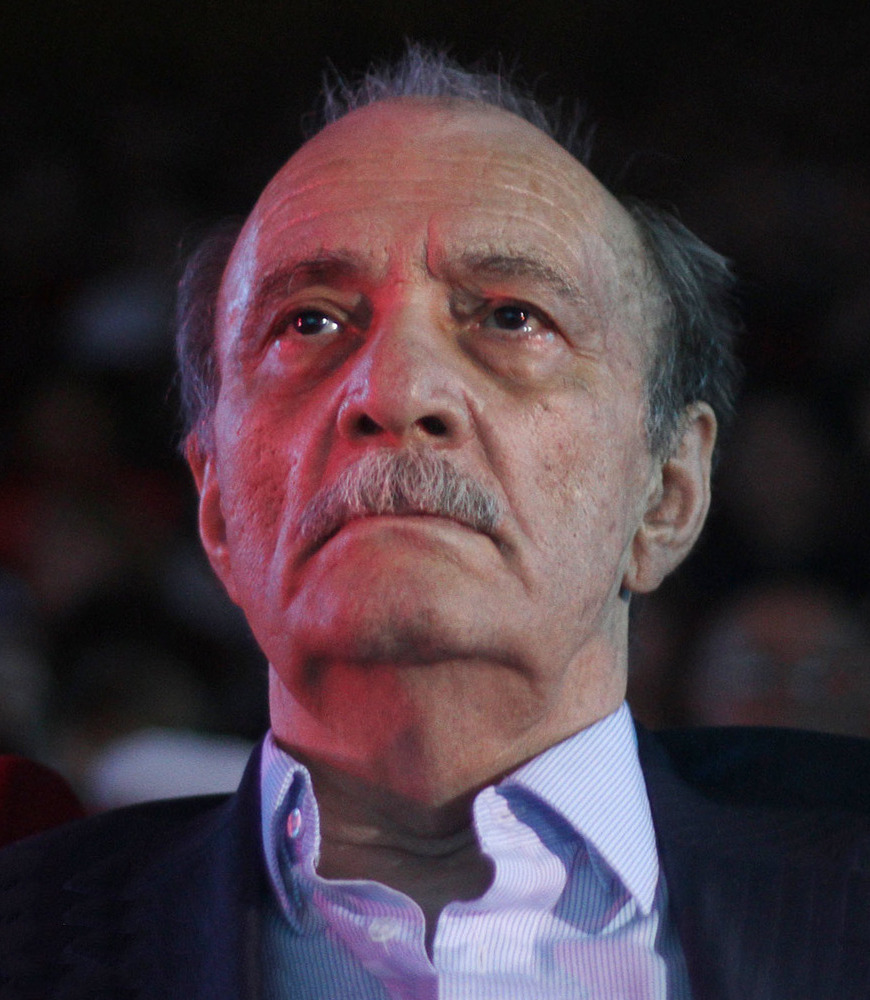
Георгій Данелія, один з найпопулярніших режисерів радянського кіно. Велику популярність принесли такі картини, як «Афоня», «Міміно», «Кін-Дза-Дза».

Надія Рум'янцева, одна з найпопулярніших акторка радянського кіно другої половини 1950-х — першої половини 1960-х років

Микола Рибников, один з найпопулярніших акторів радянського кіно другої половини 1950-х — першої половини 1960-х років

- 3 січня — Роберт Лоджа, американський актор.
- 7 січня — Денисенко Володимир Терентійович, український радянський кінорежисер, сценарист та педагог.
- 11 січня — Род Тейлор, австралійський і американський актор.
- 15 січня — Костюченко Олег Євгенович, радянський, український художник театру і кіно.
- 19 січня — Тіппі Гедрен, американська акторка.
- 5 лютого — Ростислав Янковський, радянський та білоруський актор театру і кіно, народний артист СРСР (1978).
- 10 лютого — Роберт Вагнер, американський актор.
- 19 лютого — Джон Франкенгаймер, американський режисер.
- 22 лютого — Джуліано Монтальдо, італійський кінорежисер, сценарист та актор; президент «Давид ді Донателло» (з 2016).
- 24 лютого — Барбара Лоуренс, американська акторка, письменниця і модель.

- 9 березня — Афанасій Кочетков, радянський та російський актор театру і кіно, народний артист РРФСР (1976).
- 1 квітня — Хорен Абрамян, радянський та вірменський актор театру і кіно, театральний режисер, народний артист СРСР (1980).
- 14 квітня — Вітаутас Жалакявічус, радянський, литовський кінорежисер, драматург і сценарист.
- 15 квітня — Матвєєв Олексій Миколайович, радянський український художник по гриму.
- 17 квітня — Крачковська Ніна Василівна, радянська і російська акторка театру, кіно та телебачення.
- 21 квітня — Сільвана Мангано, італійська акторка.
- 29 квітня — Жан Рошфор, французький актор (пом. 2017).
- 6 травня — Анатолій Дмитрович Нетребенко, український звукооператор.
- 19 травня — Леонід Харитонов, радянський актор театру і кіно, заслужений артист РРФСР (1972).
- 29 травня — Рудько Сталіна Павлівна, радянська українська художниця по костюмах.
- 31 травня — Клінт Іствуд, американський кіноактор і кінорежисер.
- 24 червня — Клод Шаброль, французький кінорежисер, сценарист, актор, продюсер.
- 25 червня — Педан Адольф Мелентійович, український художник-мультипликатор.
- 2 липня — Арепіна Ія Олексіївна, російська акторка театру та кіно ерзянського походження.
- 4 липня — Фрунзик Мкртчян, радянський та вірменський актор театру і кіно, народний артист Вірменської РСР (1971) та СРСР (1984).
- 14 липня — Анофрієв Олег Андрійович, радянський та російський актор театру і кіно, співак, режисер.
- 15 липня — Полока Геннадій Іванович, радянський та російський кінорежисер, сценарист, актор та продюсер.
- 16 липня — Демінський Віктор Степанович, радянський український художник кіно.
- 17 липня — Янпавліс Вітольд Гнатович, радянський український кіноактор та режисер латвійського походження.
- 20 липня — Олег Анофрієв, радянський та російський актор театру і кіно, співак, режисер, автор багатьох пісень, заслужений артист РРФСР (1969), народний артист Російської федерації (2004).
- 27 липня — Еліза Майнарді, італійська акторка (пом. 2016).
- 31 липня — Юрій Бєлов, радянський актор театру і кіно.
- 3 серпня — Новаков Валерій Михайлович, радянський, український художник-постановник.
- 5 серпня — Михайло Зимін, радянський актор театру і кіно, народний артист СРСР (1991).
- 15 серпня — Людмила Хитяєва, радянська та російська акторка театру і кіно, телеведуча, народна артистка РРФСР (1983).
- 23 серпня — Віра Майлз, американська акторка.
- 24 серпня — Клод Шаброль, французький кінорежисер, сценарист, актор, продюсер, один з основоположників французької «нової хвилі».
- 25 серпня:
  - Георгій Данелія, радянський та російський актор, сценарист, режисер театру і кіно, народный артист СРСР (1989).
  - Шон Коннері. шотландський кіноактор і продюсер.
- 27 серпня — Володимир Андрєєв[ru], радянський та російський актор театру і кіно, театральний режисер та педагог, народний артист СРСР (1985).
- 28 серпня — Бен Газзара, американський актор.
- 2 вересня — Петров Андрій Павлович, радянський, російський композитор.
- 9 вересня — Надія Рум'янцева, радянська та російська акторка театру і кіно, народна артистка РРФСР (1991).
- 23 вересня — Краско Іван Іванович, радянський та російський актор театру і кіно.
- 24 вересня — Куценко Валентина Павлівна, радянська кіноактриса, радянська і російська письменниця.
- 1 жовтня — Філіпп Нуаре, французький актор театру і кіно.
- 22 жовтня — Калюта Вілен Олександрович, радянський і український кінооператор.
- 30 жовтня:
  - Нестор Альмендрос, кінооператор та кінорежисер-документаліст іспанського походження (пом. 1992).
  - Давидов Володимир Іванович — український кінооператор.
- 7 листопада — Железняков Валентин Миколайович, радянський і російський кінооператор, актор, педагог.
- 16 листопада — Сацький Олександр Степанович, український кінодраматург (пом. 1986).
- 28 листопада — Максимов Юрій Сергійович, радянський український актор.
- 29 листопада — Ніна Гребешкова, радянська та російська акторка театру і кіно. Заслужена артистка Російської федерації.
- 3 грудня — Жан-Люк Годар, французький кінорежисер, актор, сценарист та продюсер.
- 6 грудня — Рольф Хоппе, німецький актор театру і кіно.
- 11 грудня — Михайло Свєтін, радянський актор театру і кіно, народний артист Російської федерації (1996).
- 13 грудня — Микола Рибников, радянський актор театру і кіно, народний артист РРФСР (1981).
- 26 грудня — Лебедєв Олександр Іванович, радянський і російський актор театру і кіно.
- 31 грудня — Анатолій Кузнецов, радянський та російський актор театру і кіно, народний артист РРФСР (1979).

### Померли
- 23 лютого — Мейбл Норманд, комедійна акторка німого кіно США.
- 26 серпня — Лон Чейні, американський актор.
- 5 жовтня — Вавич Михайло Іванович, артист опери (бас), оперети, концертний співак і актор кіно.